# Ratón (ganadería Gregorio de Jesús)

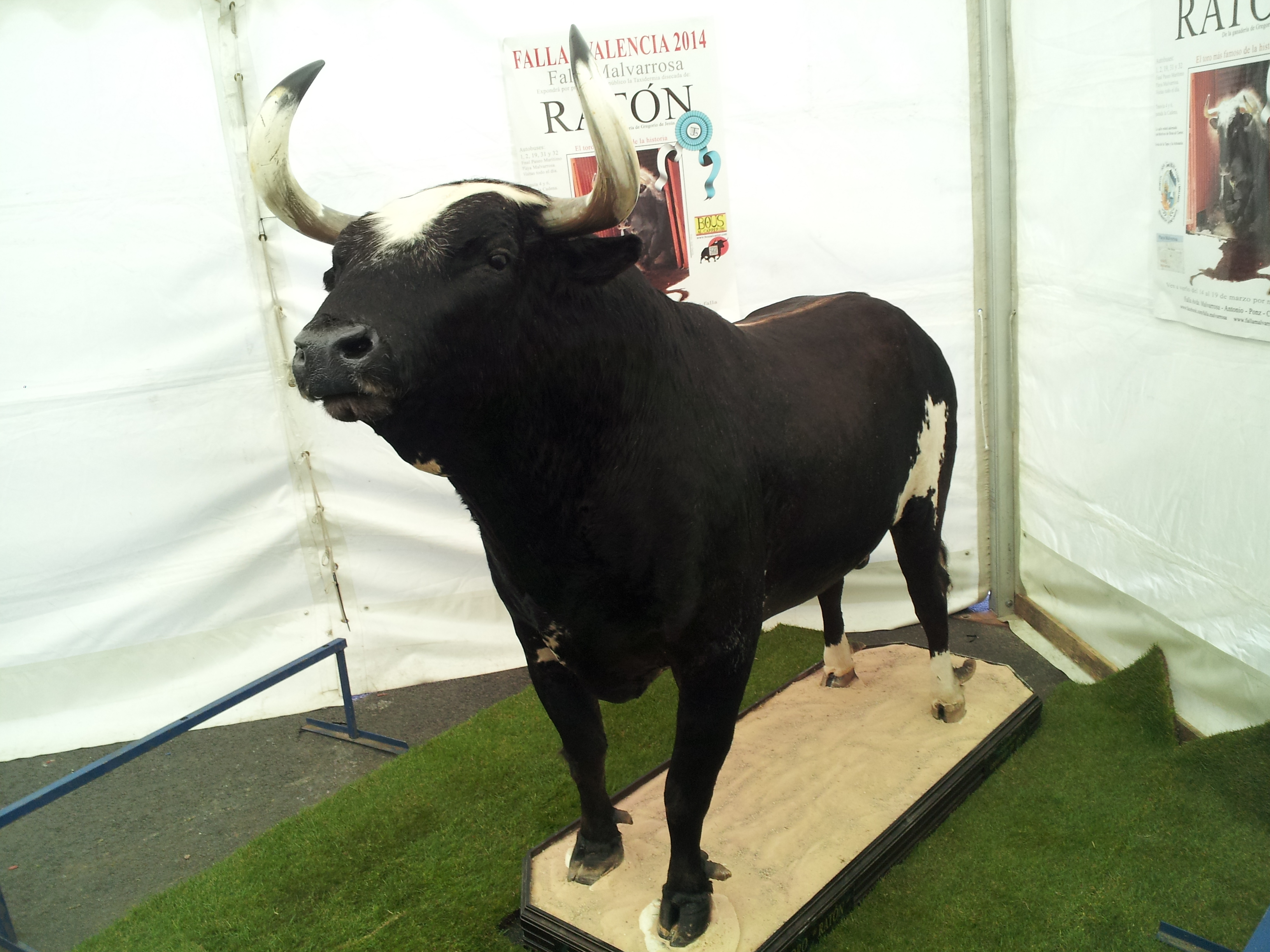
El toro Ratón, disecado, en marzo de 2014.

Ratón (Sueca, 12 de abril de 2000-24 de marzo de 2013) fue un toro de lidia de la ganadería Gregorio de Jesús. El morlaco, descendiente de un  toro llamado Caracol y una vaca llamada Fusilera, pesaba más de 500 kg, pelaje berrendo jirón con patas blancas (calcetero) y largas extremidades lo que facilitaba sus acciones en el tablado y contaba con dos afilados cuernos. Alcanzó su fama debido a las actuaciones que realizaba en los distintos encierros en que participaba. Dejó tras de sí a tres fallecidos y decenas de heridos.

## Historia
Era famoso por sus actuaciones en los distintos encierros en los que participó, sobre todo a partir del trágico suceso de 2006 durante una fiesta en Puerto de Sagunto (Valencia), en el que mató a un hombre de 54 años al que asestó gran número de cornadas. En ocasiones anteriores, el toro había demostrado ya su peligro en incidentes de distinta gravedad.
Comprobada la astucia y fuerza del animal, y con las imágenes de la impactante cogida recorriendo el mundo, rápidamente Ratón se convirtió en un toro con fama de «asesino». Su caché llegó a multiplicarse por doce, llegándose a pagar hasta 15.000 euros por sus actuaciones, cuando el coste medio era de unos mil euros, y el precio de las entradas se doblaron de seis a doce euros por aficionado.
De actuación sumamente prolongada si se lo compara con otros toros destinados a ser corridos por los aficionados, Ratón ha propinado cornadas gravísimas en distintos escenarios y plazas. En mayo de 2010 su dueño declaró que estaría evaluando la posibilidad de realizar una clonación del astado. Según fuentes periodísticas, la Generalidad Valenciana habría informado que apoyaría esa gestión.
El 13 de agosto de 2011, Ratón provocó la muerte de una tercera víctima tras cornearlo en la plaza de toros de Játiva. El fallecido, un vecino de Algemesí de 29 años de edad, acudió junto a unos amigos a la «Fira d'Agost» de la ciudad setabense. Debido a su estado de embriaguez, los organizadores del recinto le intentaron sacar varias veces de la plaza, pero tras los múltiples avisos, la víctima logró reincorporarse al coso siendo embestido de frente y lanzado por el toro varios metros al aire.
El alcalde de la localidad de donde es originario este peligroso toro, Salvador Campillo, ha declarado que se podrá ver a Ratón en Sueca por última vez antes de jubilarse en las fiestas patronales del municipio, ya que nunca antes había actuado en su pueblo y sus habitantes se lo pidieron a Gregorio de Jesús, dueño de Ratón. En el espectáculo no podrán entrar menores al centro de la plaza ni mayores con alguna muestra de ebriedad para evitar el peligro de otro accidente.
Su fama fue tal, que incluso Francisco Camarena, cofundador de la empresa valenciana Cookie Bit Games diseñó, en diciembre de 2011, un videojuego para dispositivos móviles apto para todos los públicos llamado «Toro Ratón» en el cual el jugador encarnase al famoso astado. La sociedad, creada en el mes de julio del mismo año e integrada por cinco miembros, aseguró que el proceso de creación del videojuego «fue costoso», y que por ese motivo «conllevó a los empleados a tardar cerca de un mes con mucho sudor y noches sin dormir», además de «los escasos recursos con los que cuenta la empresa». Al mismo tiempo, Camarena apuntó que:

«El videojuego es cíclico y no tiene final. Es una aplicación sencilla donde se tienen partidas rápidas que pueden jugarse en un minuto y está dirigido para todos los públicos». «No es agresivo sino divertido. Tampoco se muestran restos de sangre».

Por otro lado, Paco Delgado, periodista albaceteño, fue autorizado por el propietario de Ratón, Gregorio de Jesús, para publicar la primera biografía del astado bajo el título «La verdadera historia del toro Ratón».
El animal, en sus últimos tiempos, había padecido artritis y se encontraba bajo tratamiento veterinario. El morlaco que habitaba en la finca Ràfol, falleció en la tarde del domingo 24 de marzo de 2013 en su localidad natal de Sueca, por «fallos multiorgánicos». Su propietario, Gregorio de Jesús, explicó a los medios de comunicación que el cuerpo del animal será disecado para su exposición al público en su finca de Campanar.